# Monte San Martino
Monte San Martino es un comune y localidad italiana de la provincia de Macerata, en la región de las Marcas. Cuenta con 810 habitantes.

## Evolución demográfica
| Gráfica de evolución demográfica de Monte San Martino entre 1861 y 2001 |
|                                                                         |
| Fuente ISTAT - elaboración gráfica de Wikipedia                         |

## Deportes
En Monte San Martino hay un equipo de fútbol (ASD Monte San Martino) jugando en última división italiano. También hay un equipo de futsal (ASD Atlético Molino) en la liga de aficionados.

## Escuela
El pueblo cuenta con un jardín de infantes, una escuela primaria y un promedio; en las tres escuelas son poco más de un centenar de alumnos.